# NGC 7131
NGC 7131 (również PGC 67359) – galaktyka soczewkowata (S0), znajdująca się w gwiazdozbiorze Koziorożca. Odkrył ją Albert Marth 7 sierpnia 1864 roku.
W galaktyce tej zaobserwowano supernową SN 1998co.